# From Me to You
Singles de The Beatles
Please Please Me/Ask Me Why
(1963) She Loves You/I'll Get You
(1963)
Pistes de Past Masters
Love Me Do Thank You Girl
From Me to You est une chanson des Beatles, signée McCartney/Lennon et parue en single en 1963. C’est un des quelques titres du duo à « base commune », c'est-à-dire que l’idée de départ n’est pas venue de l’un ou de l’autre, mais des deux en même temps, s’attelant dans la foulée à la composition du titre en son entier, le 28 février 1963. Enregistré six jours plus tard, troisième 45 tours des Beatles publié le 11 avril 1963 avec Thank You Girl'' en face B, il reste N°1 durant 7 semaines dans les charts britanniques. Il s'agit du premier single no 1 certain des Beatles, le classement de Please Please Me étant plus ambigu.
Musicalement, la chanson marque une évolution importante du tandem John Lennon/Paul McCartney, avec l'usage d'accords plus élaborés. Elle conserve cependant un grand nombre de caractéristiques des chansons du groupe à cette époque comme le jeu d'harmonica de John Lennon et l'usage répété de pronoms dans le texte. Véritable succès, la chanson est reprise plusieurs fois, et adaptée en français par Claude François.

## Genèse et composition

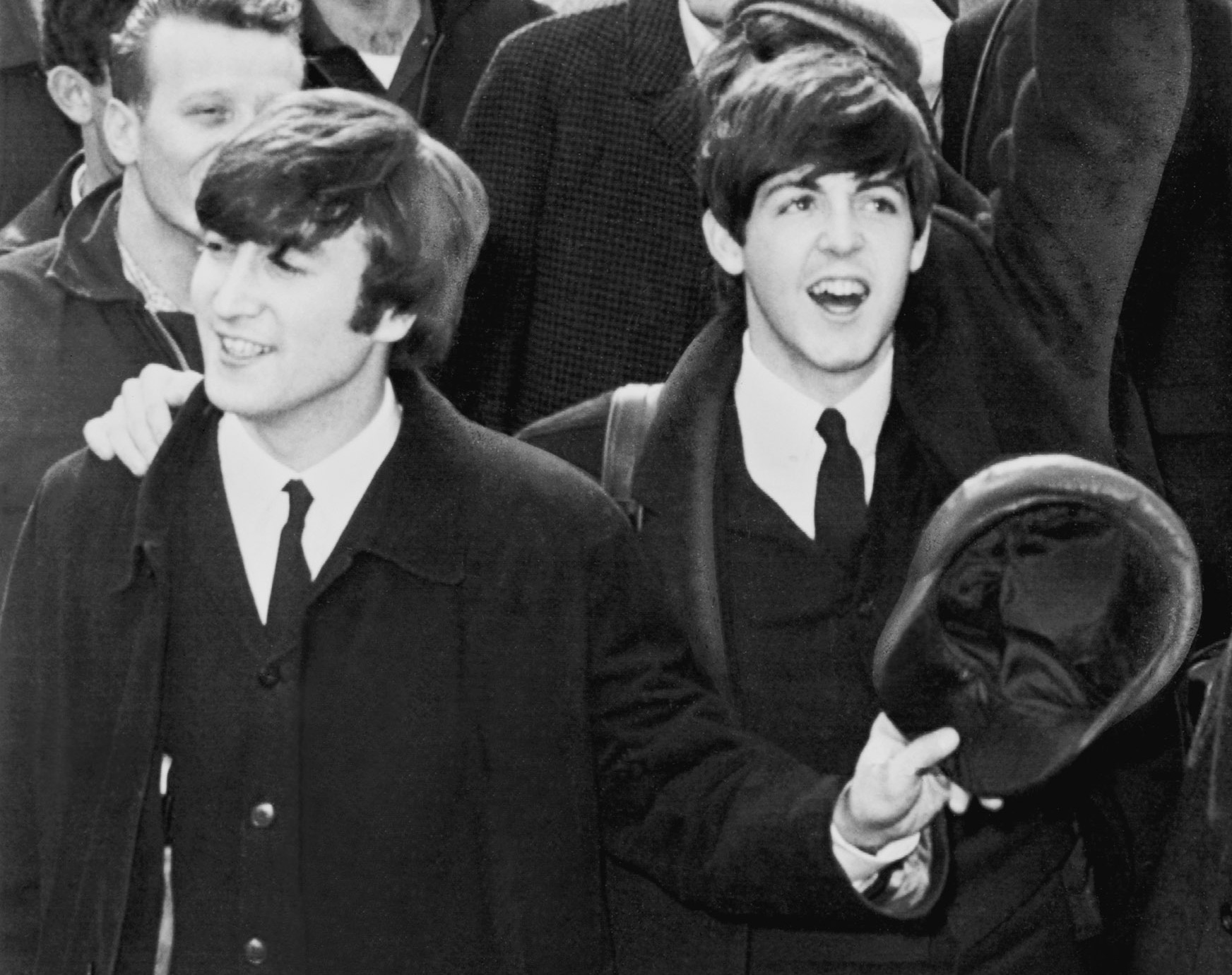
From Me to You est composée par John Lennon et Paul McCartney de façon égale.

John Lennon et Paul McCartney écrivent From Me To You ensemble le 28 février 1963 dans le bus de leur tournée avec Helen Shapiro, entre York et Shrewsbury. « On ne se prenait pas vraiment au sérieux, on déconnait avec nos guitares », raconte John. « On est tombés sur une bonne ligne mélodique. Alors on s’y est vraiment mis. Avant la fin du voyage, on avait les paroles et tout et tout. Je crois que le premier vers était de moi. On a progressé à partir de ça ». 
Pour le titre, le duo s’inspire de la rubrique courrier du New Musical Express qui s’intitule From us to you. « J’ai pris le journal pour voir comment on se comportait dans les charts, et on est tombés là-dessus, Paul et moi ». Les paroles sont volontairement très simples : il s'agit d'une chanson d'amour classique. L'usage de pronoms permet, selon Lennon, d'interpeller l'auditeur et de l'impliquer dans la chanson, ce qui a un meilleur impact sur lui. D'un point de vue musical, la chanson marque une évolution. « C’est nous deux vraiment ensemble » explique Paul McCartney. « Il y a cet accord bizarre et mineur sur le pont, c’est un grand pas en avant ! ». Paul entre dans le détail de cette évolution majeure : « Imaginez que vous êtes en do, vous passez en la mineur : c’est très ordinaire. Changez le do en sol. Et puis fa. Encore ordinaire. Mais là, on arrive sur ce « I got arms... » et c’est un sol mineur. Aller à sol mineur et do vous emmène sur un tout nouveau territoire. C’était vraiment très excitant »! 
Le « I can dooooo » suraigu chanté en chœur et les « Wooooooooo » que l’on entend dans cette chanson ont été inspirés aux Beatles par la version de Twist and Shout publiée par les Isley Brothers. Kenneth Lynch, un des participants à la tournée, entend John et Paul chanter dans le car de la tournée. Il leur dit alors : « vous ne pourrez jamais faire ça, on va vous prendre pour des gonzesses ! ». Mais ils lui répondent : « Ne t'inquiète pas, les jeunes vont adorer ça ». Et ils ne se trompent pas.

## Enregistrement
« Nous avions monté un plan, Brian Epstein et moi », raconte George Martin, « dans lequel nous essayions – ça n’a pas toujours fonctionné parfaitement – de sortir un nouveau single des Beatles tous les trois mois, et deux albums par an. Je disais toujours aux Beatles « Je veux un nouveau hit ! Allez, donnez moi un nouveau hit ! ». Et ils répondaient toujours : From Me To You, She Loves You, I Want To Hold Your Hand. Depuis le début, ils n’ont jamais échoué. »
Le 5 mars 1963, quelques jours, donc, après l’avoir composée, les Beatles enregistrent From Me To You dans le studio 2 d'Abbey Road. À une époque où on reste sur deux pistes (plus pour très longtemps) et où on n'utilise les overdubs qu'avec parcimonie, le groupe joue la chanson live, voix et instruments, en sept prises qui sont autant de performances distinctes. Six autres prises servent à enregistrer l’harmonica, le solo de guitare, et l’harmonie du départ. Les Beatles pensaient démarrer la chanson avec un solo de guitare, mais George Martin leur suggère d’utiliser l’harmonica par-dessus les vocaux (la la la la lalalala la la) de l'intro de la chanson. Ce fait permet d'ailleurs de distinguer la version mono de la version stéréo : sur cette dernière, l'harmonica est absent de l'introduction.
Le même jour, trois autres chansons sont travaillées en vue du single : la future face B, Thank You Girl, mais aussi The One After 909 et What Goes On, des chansons qui ne seront finalement publiées que des années plus tard, respectivement sur Let It Be et Rubber Soul. Les mixages mono et stéréo sont réalisés le 14 mars.

### Interprètes
- John Lennon : chant, guitare rythmique, harmonica
- Paul McCartney : chant, guitare basse
- George Harrison : chœurs, guitare solo
- Ringo Starr : batterie

### Équipe de production
- George Martin : producteur
- Norman Smith  : ingénieur du son
- Richard Langham : ingénieur du son

## Publication et réception

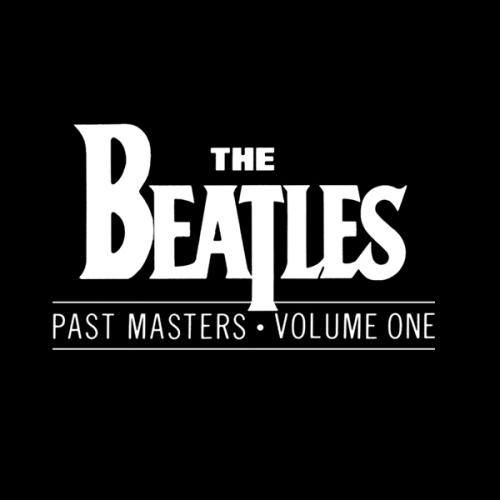
From Me to You est notamment présente sur l'album Past Masters Volume One paru en 1988.

Pour leur troisième 45 tours, les Beatles ont longtemps hésité à savoir laquelle des deux compositions, From Me to You ou Thank You Girl, figurerait en face A. Helen Shapiro raconte que, pendant leur tournée commune, les garçons lui ont joué les deux chansons puis ont demandé laquelle était plus adaptée. Elle a choisi From Me to You, à quoi les garçons ont répondu : « Super ! C'est celle qu'on avait choisie ! ». Le single sort le 11 avril 1963 et porte, pour la dernière fois, la signature McCartney/Lennon. Pour le suivant, She Loves You, celle-ci est définitivement inversée.
Il monte directement à la première place des ventes. Est-ce le premier No 1 des Beatles ? Tout dépend du comptage des ventes des différentes publications musicales britanniques pour le single précédent, Please Please Me classé soit No 1 soit No 2 en janvier-février 1963. From Me to You met en tout cas tout le monde d'accord et ouvre une longue série de hits. À ce stade de leur carrière, les Beatles sont désormais installés au « plus top du plus pop » (the toppermost of the poppermost) comme ils en rêvaient, et l'avaient même pronostiqué, à peine deux ans plus tôt à Hambourg. 9 mois après leur première audition à Abbey Road, ils atteignent les sommets vont y rester durant toute la décennie, sur leur île et bien au-delà. George Harrison précise : « Le troisième single, From Me to You, a été très important parce que c'est lui qui a enfoncé le clou. Le tout premier, Love Me Do, avait bien marché. On nous a donc laissé revenir en studio et on a fait Please Please Me, et puis on a fait l'album, et puis From Me to You dont le succès a confirmé notre notoriété ». Pour Ringo Starr, le plus excitant était « qu'on savait toujours quand ça allait passer à la radio » ; et le batteur de rajouter : « à chaque fois qu'une de nos chansons grimpait dans les classements, on se faisait une bonne bouffe pour fêter ça. Si vous regardez bien les Beatles à partir du moment où on a commencé à enregistrer, vous constaterez qu'on n'a pas mal grossi au cours des dix-huit premiers mois ».
Elle paraît également sur l'EP The Beatles' Hits dont le ventes sont satisfaisantes.
L’histoire retient aussi que From Me To You déloge de la première place How Do You Do It? de Mitch Murray, interprétée par Gerry and the Pacemakers. Ce titre, les Beatles l'avaient repoussé en faveur de Love Me Do, une composition à eux, lorsque George Martin leur avait demandé d’en faire leur premier 45 tours. 
Aux États-Unis, le titre n’a pas autant de retentissement, il entre dans les charts à la 116e place le 3 août. Il faut attendre 1964 et sa réédition sur un single couplé avec Please Please Me, alors que la tornade Beatles a déferlé sur l’Amérique, pour que From Me To You rencontre le succès, dépassant le million de copies vendues. George Martin raconte en effet : « Ils ont sorti quatre singles durant cette période [...]. À chaque fois que nous en enregistrions un, je l'envoyais à mes amis de Capitol Records en leur disant : « Ce groupe est fantastique. Il faut le distribuer, il faut le vendre aux États-Unis. » Et, à chaque fois, les dirigeants de Capitol refusaient : « Désolés, nous connaissons notre marché mieux que vous, et nous ne les trouvons pas bons. » En fin de compte, ils ont dû céder à la demande du public. »
Curieusement, ce grand succès ne se retrouvera jamais sur un album américain durant leur carrière (mais se retrouvera sur le 33-tours canadien intitulé Twist and Shout). Par contre, From Me to You Fantasy, une version orchestrale arrangée par Ken Thorne est publiée sur le disque américain Help!. From Me To You fini tout de même par se retrouver sur toutes les compilations des meilleurs succès publiées par le groupe, sauf, bien évidemment, sur la version américaine de 20 Greatest Hits. 
Cette chanson trouve sa place aujourd'hui sur Past Masters qui réunit, entre autres, toutes les faces A et B des 45 tours du groupe. Une version enregistrée sur scène au Karlaplansstudion de Stockholm, le 26 octobre 1963, est disponible sur le disque Anthology 1.
Elle a été jouée quinze fois dans les studios de la BBC. Aucune autre chanson n'y sera interprétée aussi souvent. On retrouve, sur le disque On Air - Live at the BBC Volume 2, la version enregistrée le 16 octobre 1963 pour l'émission Easy Beat (en) du 20 octobre 1963. Une version modifiée à From Us to You est jouée, entre décembre 1963 et juillet 1964, en ouverture et en fermeture de quatre émissions radio intitulées From Us to You Say The Beatles. L'indicatif musical d'introduction a été publié sur l'album Live at the BBC en 1994 et celui de fermeture rajouté à ce disque lors de sa réédition en 2013.
| Semaine    | 24/04/63 | 01/05 | 08/05 | 15/05 | 22/05 | 29/05 | 05/06 | 12/06 | 19/06 | 26/06 | 03/07 | 10/07 | 17/07 | 24/07 | 31/07 | 07/08 | 14/08 | 21/08 | 28/08 | 04/09 | 11/09 |
| Classement | 23       | 3     | 1     | 1     | 1     | 1     | 1     | 1     | 1     | 2     | 4     | 8     | 13    | 16    | 15    | 17    | 20    | 27    | 37    | 41    | 44    |

### Publication en France
La chanson arrive en France en septembre 1963 sur la face A d'un 45 tours EP (« super 45 tours »), accompagnée  de Ask Me Why ; sur la face B figurent I Saw Her Standing There et Please Please Me. La pochette est illustrée d'une photo d'Angus McBean (en), la même que celle sur le EP The Beatles' Hits.

## Analyse musicale
From Me to You porte véritablement la marque de fabrique des Beatles à leurs débuts, selon le musicologue Allan Pollack, avec son jeu d'harmonica, ses paroles et jeux sur les pronoms, ses breaks de batterie et sa formation classique ; pourtant, elle a ses propres particularités, notamment par sa progression d'accords. Dans sa biographie de Paul McCartney, François Plassat reconnait également que rétrospectivement, la chanson ne semble pas particulièrement innovante, avec « son refrain aimable et ses paroles simplistes ». Il précise cependant que dans le contexte de l'époque, la chanson était innovante notamment par ses harmonies et son dynamisme.
McCartney parle d'une chanson appartenant à leur côté « il faut plaire aux filles et faire de l'argent ». Lennon évoque pour sa part en 1970 son jeu d'harmonica, expliquant : « on en a encore mis sur From Me to You puis on a laissé tomber - ça devenait gênant. » En réalité, l'harmonica se perpétue jusqu'en 1964 avec I'm a Loser.

## Reprises
From Me To You est l'objet de plus de vingt reprises, dont une quinzaine sont réalisées en 1963 et 1964, notamment par Del Shannon. La même année, Claude François l'adapte en français sous le titre Des bises de moi pour toi dans une adaptation qui, selon le journaliste Daniel Ichbiah, « fait sourire d'autant qu'il assume à lui seul les voix de John et de Paul sur une orchestration qui sonne très variété. »
Dans les années qui ont suivi, d'autres artistes l'ont reprise comme Bobby McFerrin en 1986. La version française a été reprise par le groupe Dennis' Twist composé de dessinateurs de bande dessinée.